# Старые Бадражи
Старые Бадражи, Бэдраджий Векь (рум. Bădragii Vechi) — село в Единецком районе Молдавии. Относится к сёлам, не образующим коммуну.

## География
Село расположено на левом берегу реки Прут, на противоположном правом берегу — территория соседнего государства Румынии.
Высота населённого пункта - 113 метров над уровнем моря.

## Население
По данным переписи населения 2004 года, в селе Старые Бадражи проживает 750 человек (353 мужчины, 397 женщин).
Этнический состав села:
| Национальность | Число жителей | Процентный состав |
| -------------- | ------------- | ----------------- |
| молдаване      | 715           | 95.33             |
| украинцы       | 26            | 3.47              |
| русские        | 7             | 0.93              |
| румыны         | 1             | 0.13              |
| прочие         | 1             | 0.13              |
| Всего          | 750           | 100%              |